# بالگردگاه ایر کلمبیا
بالگردگاه ایر کلامبیا (به انگلیسی: Air Columbia Heliport) یک فرودگاه خصوصی است. این فرودگاه در کشور ایالات متحده آمریکا قرار دارد و در ارتفاع ۳۰ متری از سطح دریا واقع شده‌است.